# Lector in fabula
Lector in fabula. La cooperazione interpretativa nei testi narrativi è un saggio scritto da Umberto Eco pubblicato da Bompiani nel 1979.
In questa opera, il semiologo italiano analizza il tema dell'interpretazione testuale come lavoro da fare da parte del lettore che, in questo senso, non è mai ingenuo e presuppone una casistica di "non detto" e "già detto" a favore di una lettura particolare, insieme figlia della sua competenza e della "enciclopedia" di sensi epocali che cooperano in una direzione particolare di lettura.

## Struttura dell'opera
Dopo un'introduzione che lega la ricerca a un problema già posto in Opera aperta (1962) e ai suoi studi successivi fino a corso all'Università di Bologna nel 1976, Eco si ricollega a Charles Sanders Peirce e a studi sul contesto per avanzare un'ipotesi di semema come istruzione orientata al testo, visto come "macchina presupposizionale". Eco cita, per semplificare il concetto, un esempio di Greimas (1973) che sottolinea e dimostra l'impossibilità per un enunciato di essere attualizzato semanticamente in modo esaustivo senza un co-testo. Se si considera che ogni unità semantica possiede un potenziale programma narrativo nella propria struttura sememica, si intuirà come ad esempio l'unità "pescatore" porti con sé tutta una serie di significazioni e apra un insieme di aspettative nel lettore per quanto riguarda ciò che virtualmente potrebbe fare o non fare. Il semema assume, dunque, la funzione di testo virtuale e il testo al tempo stesso può essere visto e considerato come l'espansione di un semema. L'idea di "macchina presupposizionale" si lega a un altro punto fondamentale del pensiero dell'autore: Eco ne è convinto, il testo è una macchina pigra nei confronti della quale il lettore è chiamato a condurre un lavoro di interpretazione e a cooperare al fine di riempire spazi di non-detto o di già-detto. La definizione, allora, è un'enciclopedia che limita la semiosi illimitata. Illimitata perché, secondo Peirce, l'interpretante finale non lo è mai in senso cronologico, si tratta di un'interruzione momentanea del processo di semiosi a seconda dei ritagli enciclopedici che di volta in volta il lettore è tenuto ad operare.
Il libro entra nel cuore dell'argomento al capitolo terzo, con la presentazione del "lettore modello", ossia del destinatario la cui competenza grammaticale è postulata dal messaggio. Dice Eco che "un testo vuole che qualcuno lo aiuti a funzionare" (p. 52), è "un prodotto la cui sorte interpretativa deve far parte del proprio meccanismo generativo" (p. 54). Anche l'autore, dunque, è una strategia testuale (che non coincide mai con quella del lettore) e l'incontro tra le due strategie (dunque non semplicemente quello di mittente e destinatario dell'enunciazione) forma una cooperazione testuale. Parallelamente al lettore modello esiste quindi un autore modello. 
Segue un catalogo di codici con l'introduzione di concetti come la "competenza intertestuale" (preso da Julia Kristeva) e la gerarchia di sceneggiature diverse (ripresa dal precedente Trattato di semiotica generale) che vanno dal dizionario di base all'ipercodifica ideologica.
Collegandosi a Algirdas Julien Greimas e ai suoi studi sull'isotopia, Eco marca nel lettore il gioco di spostamento delle proprietà semantiche che gli permette di stabilire, mantenere o stravolgere la coerenza interpretativa.
Nel caso poi delle narrazioni (capitolo 6) e delle previsioni (capitolo 7), Eco mostra che la cooperazione interpretativa avviene nel tempo, con stati di attesa e possibili corsi di eventi che chiama "passeggiate inferenziali". Nel capitolo 8, quindi, introduce nel discorso i "mondi possibili" che non sono altro che costrutti culturali, in cui è possibile selezionare e assegnare proprietà e, inoltre, determinarne l'essenzialità e la persistenza attraverso stati di cose alternativi. A questo è legato anche il piacere e la suspense, nonché quelle astrazioni che diventano l'intelaiatura di ruoli e funzioni narrative (come intendeva Vladimir Jakovlevič Propp) dietro il testo e le sue molteplici ma non infinite interpretazioni.
Nel capitolo 9, usando gli esempi di Sofocle e Edgar Allan Poe (nonché la lettura dello scrittore statunitense che ne fanno Marie Bonaparte e Jacques Derrida), Eco stabilisce un altro limite all'interpretazione, ovvero l'uso del testo ad altri fini non previsti da esso ma ancora in qualche modo da esso legittimati (purché l'operazione sia trasparente). Sia pure in un "mondo possibile" infatti il testo attua strategie discorsive che presentano al suo interno qualcosa come vero o falso, "oggetto di menzogna o di reticenza (segreto), come oggetto di credenza o come proposizione asserita per far credere o per far fare" (p. 185).
Il libro termina con l'applicazione della sua teoria all'inizio del romanzo The Tooth Merchant (1973) di Cyrus A. Sulzberger e al racconto Un drame bien parisien (1890) di Alphonse Allais.

## Edizioni
- Lector in fabula, Milano, Bompiani ("Studi Bompiani" n. 22), 1979; 19832; 1985 ("Tascabili Bompiani" n. 379); 19933 ISBN 88-452-1221-1; 19994 ("Studi"); 2002 ("Saggi Tascabili" n. 27) ISBN 88-452-4806-2 ISBN 978-88-452-4806-1
- (ES)  Lector in fabula, Barcelona: Lumen, 1981
- (PT)  Leitura do texto literario, Lisboa: Presença, 1983; São Paulo: Perspectiva, 1986
- (FR)  Lector in fabula, ou la cooperation interpretavive dans les textes narratifs, trad. di Myriem Bouzaher, Paris: Grasset, 1985; Le Livre de poche 1989 ISBN 2-253-04879-8
- (DE)  Lector in fabula: die Mitarbeit der Interpretation in erzahlenden Texten, München: Hanser, 1987; DTV, 1998 ISBN 3-423-30141-4
- (NL)  Lector in fabula, Amsterdam: Bert Bakker, 1989
- (RO)  Lector in fabula, Bucarest: Univers, 1991
- (JA)  Monogatari ni okeru dokusha, Tokyo: Seidosha, 1993
- (PL)  Lector in fabula, Warszawa: Panstwowy Instytut Wydawniczy, 1994
- (KO)  Sosol sokui Dogja, Seoul: The Open Books, 1996
- (RU)  Rol' citatelja, Moskva: Symposium, 2005